# Pseudarchaster pusillus
Pseudarchaster pusillus is een kamster uit de familie Pseudarchasteridae.
De wetenschappelijke naam van de soort werd in 1905 gepubliceerd door Walter Kenrick Fisher.